# Kosjowa
Kosjowa (ukrainisch Козьова; russisch Козёва Kosjowa, polnisch Koziowa) ist ein Dorf im Süden der ukrainischen Oblast Lwiw mit etwa 950 Einwohnern (2001) und einer Fläche von 4,4449 km².

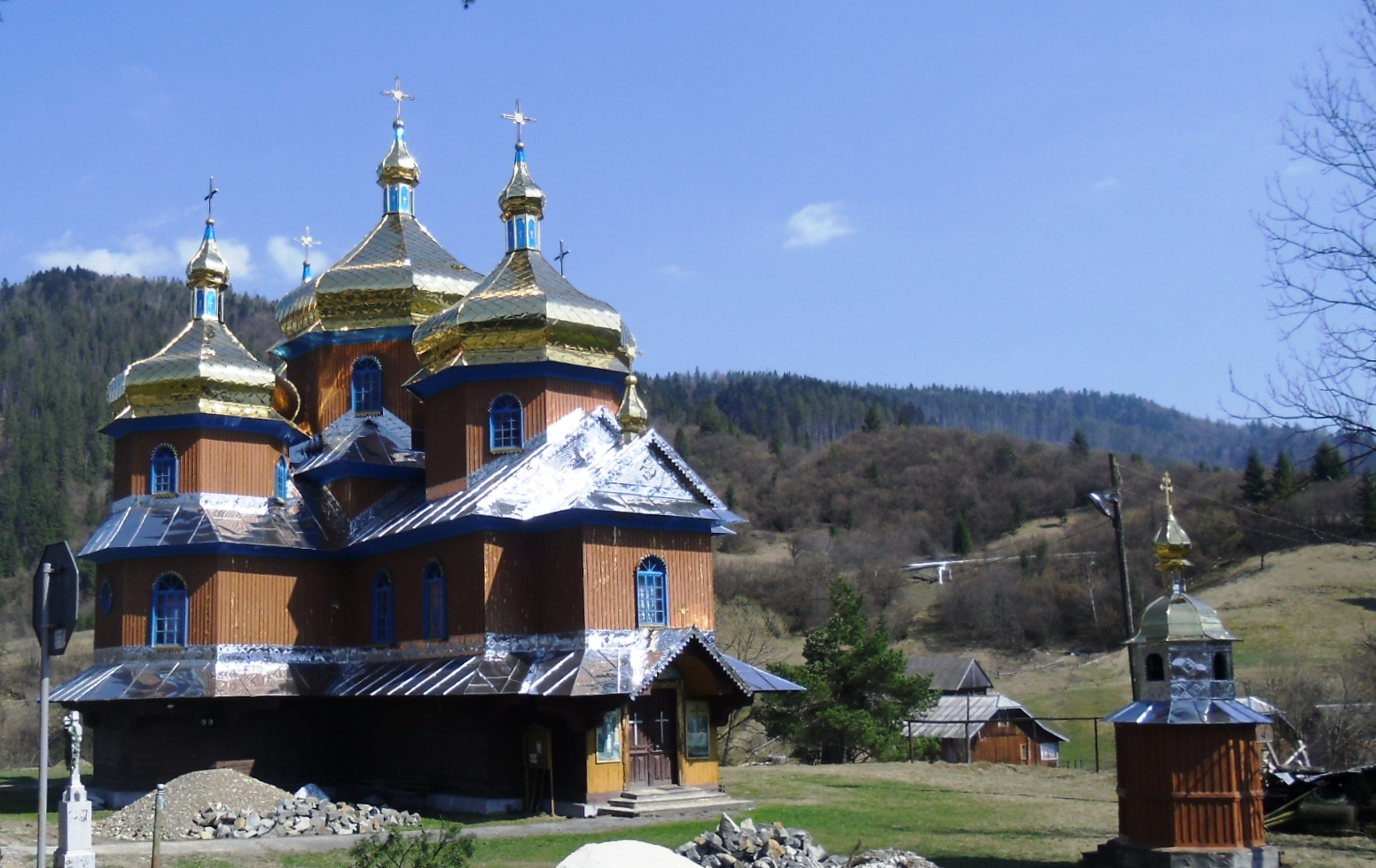
Die restaurierte Holzkirche St. Nikolaus von 1926

Im Dorf befindet sich die St.-Nikolaus-Holzkirche von 1926 und ein Lyzeum der Nationalen Universität Lwiw. Außerdem besitzt die Ortschaft eine Ölpumpstation an der Druschba-Erdölpipeline, die durch Kosjowa führt.

## Geographische Lage

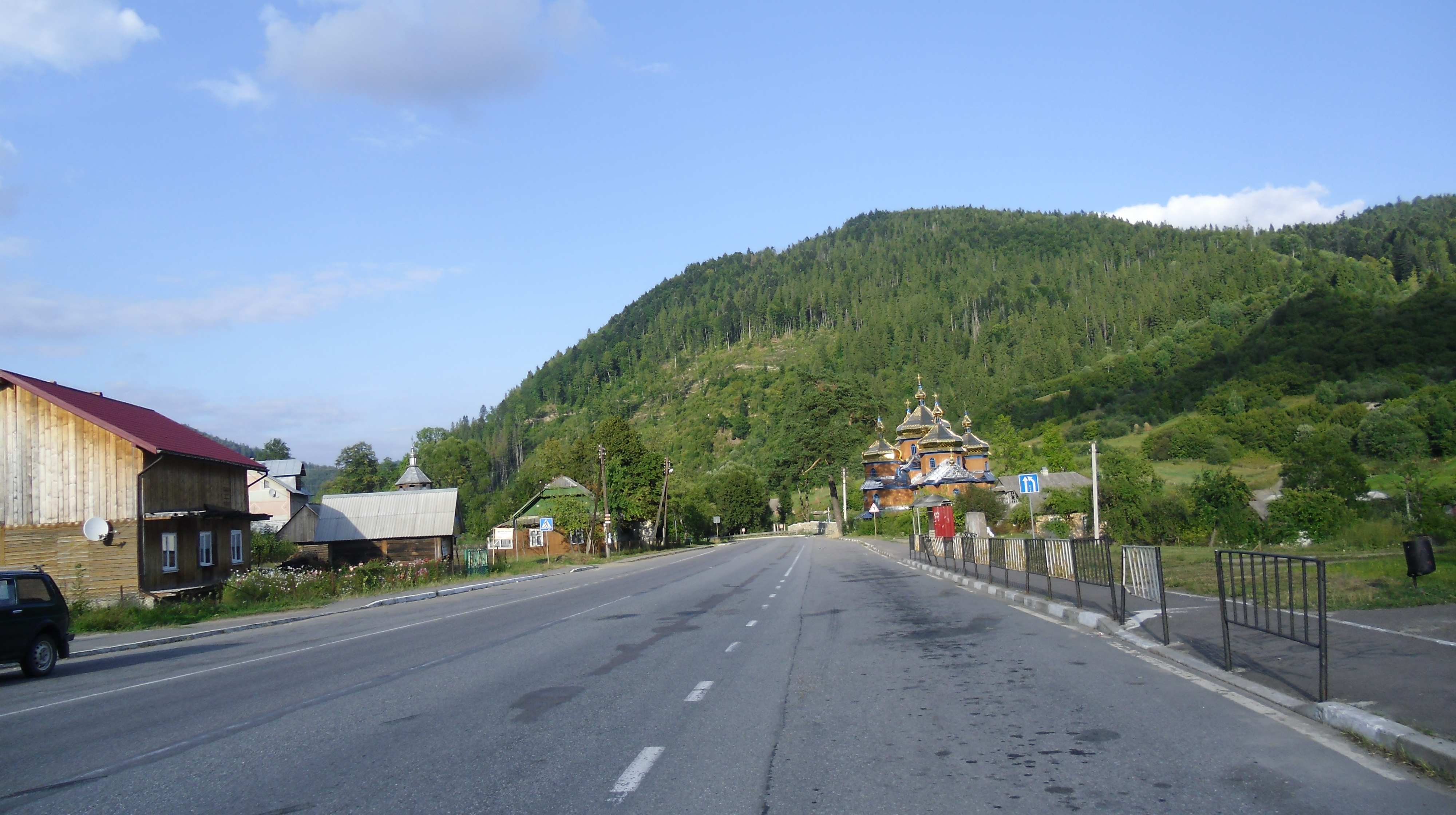
Die Fernstraße M 06 in Kosjowa

Kosjowa liegt auf Höhe 637 m im Tal der Orjawa (Орява), einem 29 km langen, linken Nebenfluss des Opir am Bergrücken des Zwinin in den Waldkarpaten am Rand des Nationalparks Skoler Beskiden. Durch das Dorf verläuft die Passstraße M 06/E 471.
Das ehemalige Rajonzentrum Skole befindet sich 18 km nordöstlich und das Oblastzentrum Lwiw 125 km nordöstlich vom Dorf.

## Gemeinde
Kosjowa war das administrative Zentrum der gleichnamigen, 31,54 km² großen Landratsgemeinde im Westen des Rajon Skole, zu der noch die Dörfer Orjawtschyk (Орявчик, ⊙) mit etwa 180 Einwohnern und Tyssowez (Тисовець, ⊙) mit etwa 150 Einwohnern und einem Wintersportkomplex gehörten.
Am 12. Juni 2020 wurde das Dorf zum Zentrum der neu gegründeten Landgemeinde Kosjowa (Козівська сільська громада/Kosiwska silska hromada) im Rajon Stryj. Zu dieser zählen noch die 23 in der untenstehenden Tabelle aufgelistetenen Dörfer; die bis dahin bestehende Zugehörigkeit zum Rajon Skole wurde aufgelöst und die Landgemeinde wurde ein Teil des Rajons Stryj.
Folgende Orte sind neben dem Hauptort Kosjowa Teil der Gemeinde:
| Name                     | Name        | Name                       | Name             |
| ukrainisch transkribiert | ukrainisch  | russisch                   | polnisch         |
| ------------------------ | ----------- | -------------------------- | ---------------- |
| Dolyniwka                | Долинівка   | Долиновка (Dolinowka)      | Felizienthal     |
| Dowschky                 | Довжки      | Должки (Dolschki)          | Dołżki           |
| Klymez                   | Климець     | Климец (Klimez)            | Klimiec          |
| Krasne                   | Красне      | Красное (Krasnoje)         | Krasne           |
| Krywe                    | Криве       | Кривое (Kriwoje)           | Krywe            |
| Matkiw                   | Матків      | Матков (Matkow)            | Matków           |
| Mochnate                 | Мохнате     | Мохнатое (Mochnatoje)      | Mochnate         |
| Myta                     | Мита        | Мыта                       | Myta             |
| Nahirne                  | Нагірне     | Нагорное (Nagornoje)       | Annaberg, Anówka |
| Orjawa                   | Орява       | Орява                      | Orawa            |
| Orjawtschyk              | Орявчик     | Орявчик (Orjawtschik)      | Orawczyk         |
| Plawja                   | Плав'я      | Плавья                     | Pławie           |
| Pohar                    | Погар       | Погар (Pogar)              | Pohar            |
| Rossochatsch             | Росохач     | Росохач                    | Rosochacz        |
| Rykiw                    | Риків       | Рыков (Rykow)              | Ryków            |
| Sadilske                 | Задільське  | Sadelskoje (Sadelskoje)    | Zadzielsko       |
| Sawadka                  | Завадка     | Завадка                    | Zawadka          |
| Schupany                 | Жупани      | Жупаны                     | Żupanie          |
| Smosche                  | Сможе       | Сможе                      | Smorze           |
| Suchyj Potik             | Сухий Потік | Сухой Поток (Suchoi Potok) | Suchy Potok      |
| Tucholka                 | Тухолька    | Тухолька                   | Tucholka         |
| Tyssowez                 | Тисовець    | Тисовец (Tissowez)         | Tysowiec         |
| Werchnjatschka           | Верхнячка   | Верхнячка                  | Wyżlów           |

## Geschichte

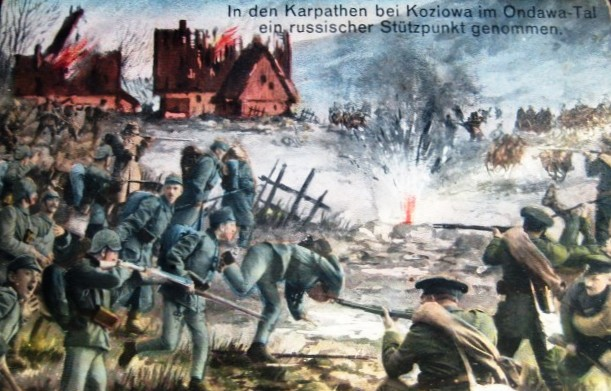
Deutsche Postkarte aus dem Ersten Weltkrieg

Bei dem 1538 gegründeten Dorf fand 1915 die als „Erstürmung des Zwinin“ bekannt gewordene Schlacht des Ersten Weltkriegs zwischen dem Russischen Kaiserreich und den Mittelmächten statt.
Bis zur Ersten Teilung Polens 1772 gehörte das Dorf zur Adelsrepublik Polen-Litauen. Anschließend lag es im Königreich Galizien und Lodomerien, einem Kronland der Habsburgermonarchie bzw. des habsburgischen Kaiserreichs/Österreich-Ungarns. Nach Ende des Ersten Weltkrieges gehörte die Ortschaft kurzzeitig zur Westukrainischen Volksrepublik, bevor sie nach dem polnisch-ukrainischen Krieg an die Zweite Polnische Republik fiel. Nach dem Beginn des Zweiten Weltkrieges wurde Kosjowa zunächst von der Sowjetunion und im Sommer 1941 vom Deutschen Reich besetzt und in das Generalgouvernement, Distrikt Galizien eingegliedert. Nach dem Zweiten Weltkrieg wurde das Dorf Teil der Ukrainischen SSR innerhalb der Sowjetunion und nach deren Zerfall 1991 Bestandteil der unabhängigen Ukraine.